# Zjălti brjag
Zjălti brjag (bulgariska: Жълти бряг) är ett distrikt i Bulgarien.   Det ligger i kommunen Obsjtina Stambolovo och regionen Chaskovo, i den centrala delen av landet, 220 km sydost om huvudstaden Sofia.